# Langfoss
Langfoss is een waterval bij de Åkrafjorden (gemeente Etne) in de provincie Vestland in Noorwegen.
Het water van de rivier Tjørna valt over een lengte van 612 meter omlaag en eindigt in de Åkrafjorden. Met zijn 612 meter is de Langfoss een van de grotere watervallen van Noorwegen.
De Langfoss wordt gevoed door een serie van meren waarvan de Vaulo op een hoogte van 1000 meter een van de grootste is. Bij een warme periode in het voorjaar of in de zomer neemt de hoeveelheid smeltwater toe, wat resulteert in een zeer krachtige waterval.
De Langfoss is gelegen langs weg nummer 134, 21 kilometer ten westen van Skåre, richting Etne.